# Tasiocera unisetosa
Tasiocera unisetosa är en tvåvingeart som beskrevs av Alexander 1926. Tasiocera unisetosa ingår i släktet Tasiocera och familjen småharkrankar. Inga underarter finns listade i Catalogue of Life.